# Église Saint-Jean-Baptiste de Manerbe
Pour les articles homonymes, voir Église Saint-Jean-Baptiste.
L'église Saint-Jean-Baptiste est une église catholique située à Manerbe, en France. Datant du XVe siècle, elle est inscrite au titre des Monuments historiques.

## Localisation
L'église est située dans le département français du Calvados, dans le bourg de Manerbe. Elle est entourée du cimetière.

## Historique
Manerbe possède au Moyen Âge trois églises dédiées à saint Jean Baptiste, saint Sauveur et Notre-Dame. L'église Saint-Sauveur est connue avant l'an mil. La paroisse dépendait de l'évêché de Bayeux.
L'édifice actuel est construit en une seule campagne, entre 1513 et 1525, en remplacement d'un édifice antérieur.
Les artisans locaux sont connus, Guillaume Vitet et Richard et Robert Lévêsque.
Le patronage appartenait au seigneur mais ce dernier présentait trois candidats et l'évêque désignait le titulaire.
L'édifice est inscrit au titre des monuments historiques depuis le 17 juillet 1926.
Dix vitraux, datés de 1920, ont été réalisés par le maître verrier chartrain Charles Lorin en collaboration avec le peintre Lionel Roger (1852-1926). Ces vitraux sont répertoriés à l'Inventaire général du patrimoine culturel,.
Une association de valorisation du patrimoine est fondée en 2010.
L'association pour la sauvegarde de l'art français accorde en 2021 une subvention de 7000 € destinée à la restauration du clocher.
À l'initiative de l'Association Manerbe patrimoine, la maçonnerie extérieure et la toiture de la nef et de la flèche ont été restaurées en 2024. À cette occasion, on a installé un épi de faîtage en céramique sur le toit de l'église.  

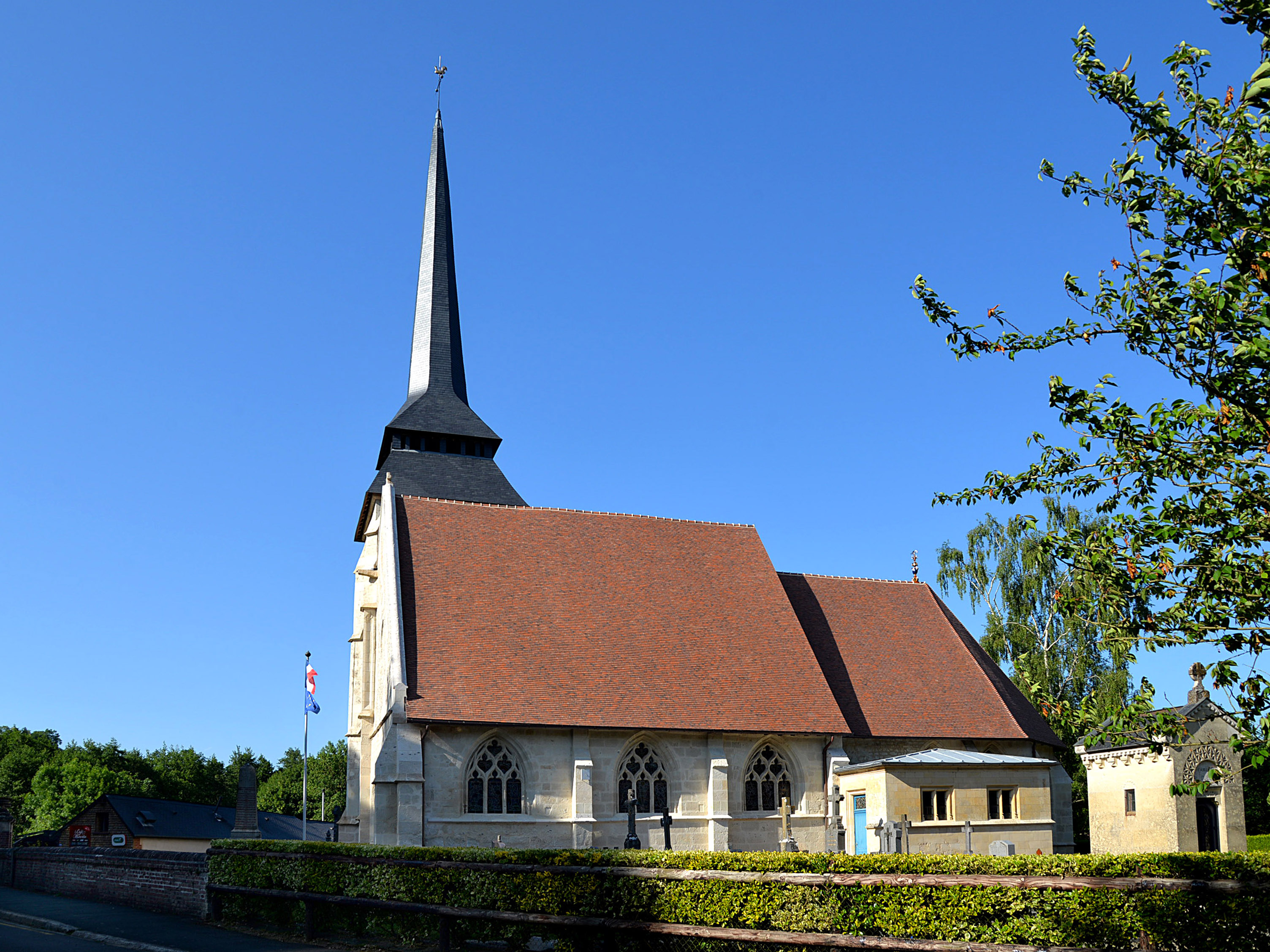
L'église restaurée.
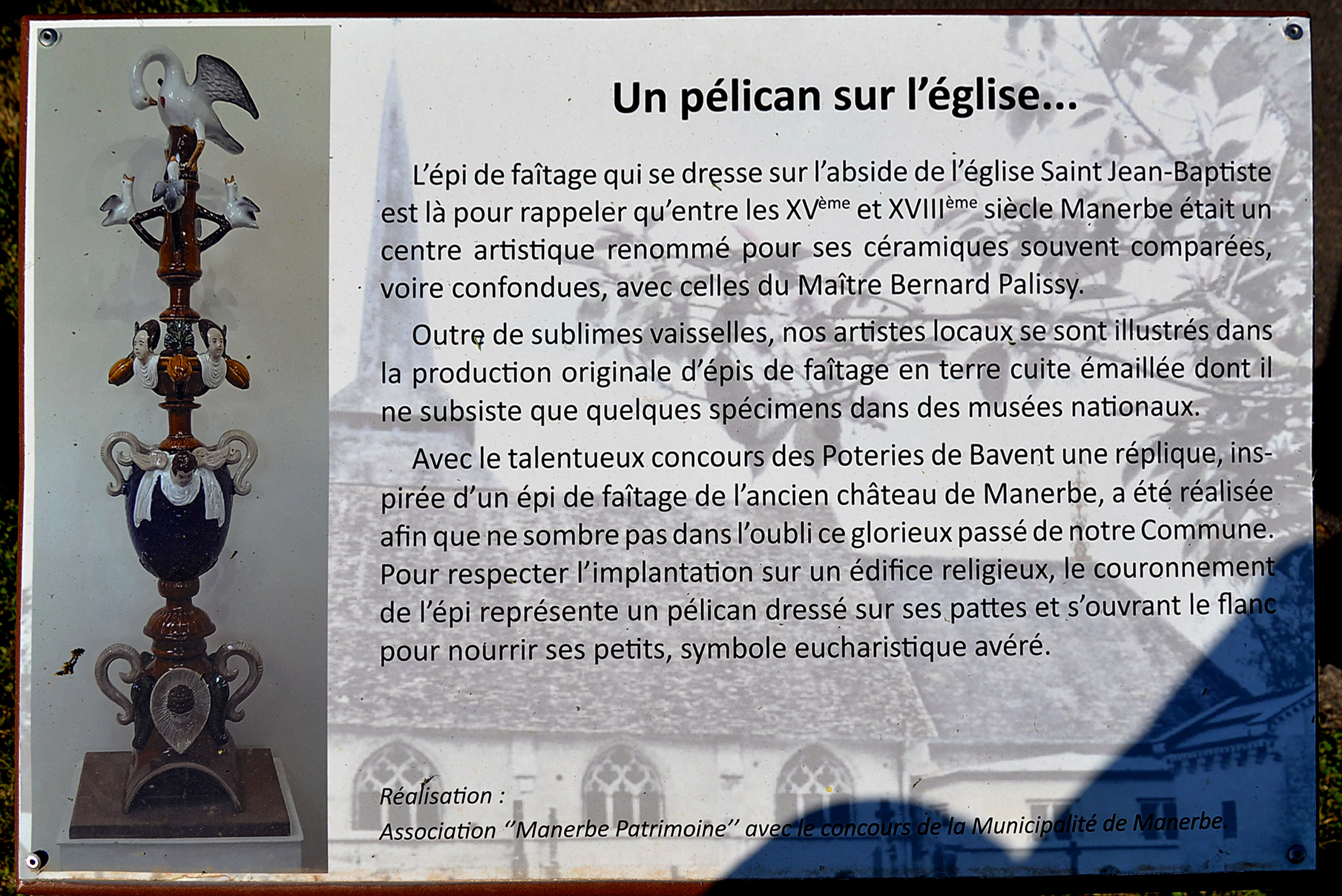
Panneau d'information devant l'église.

## Description

### Architecture
L'édifice antérieur, romane, est de forme cruciforme mais dans la reconstruction les transepts sont absents. La reconstruction est en style gothique flamboyant.
L'église comporte une seule nef et six travées.
Une tour pourvue de quatre étages est construite dans le prolongement du portail. Le pignon comporte un oculus.
La toiture de la nef est en tuiles et celle de la flèche en ardoises. Le chevet est pentagonal.
La flèche est « extrêmement haute et pointue ».
Le portail est de style Louis XIV et provient de l'abbaye du Val-Richer.
La nef est pourvue sur un de ses côtés de deux contreforts et de fenêtres ogivales, et de trois sur l'autre côté. Un arc triomphal sépare le chœur et la nef.
Une sacristie est présente du côté méridional.

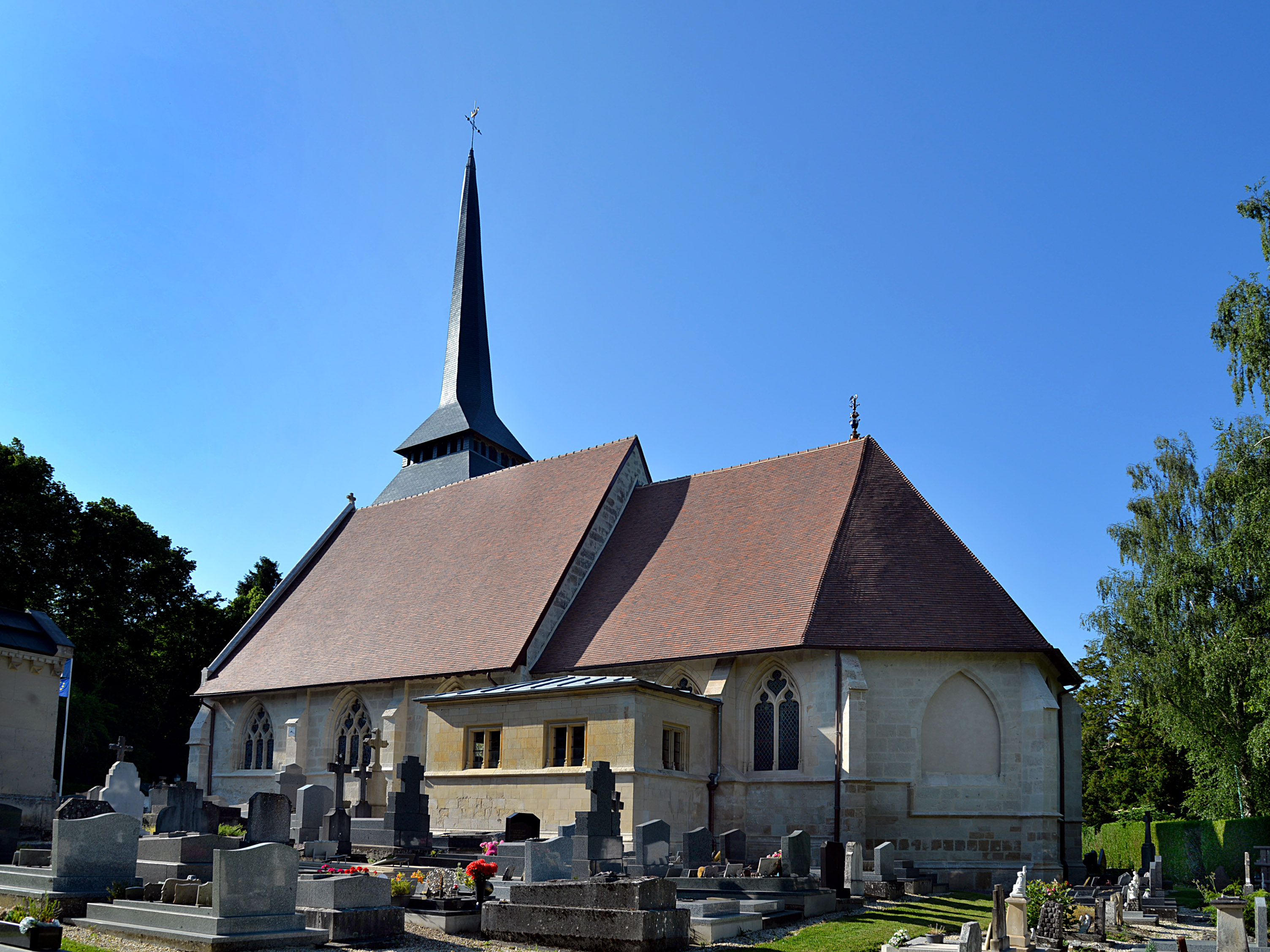
Vue de l'arrière de l'édifice et du chevet.
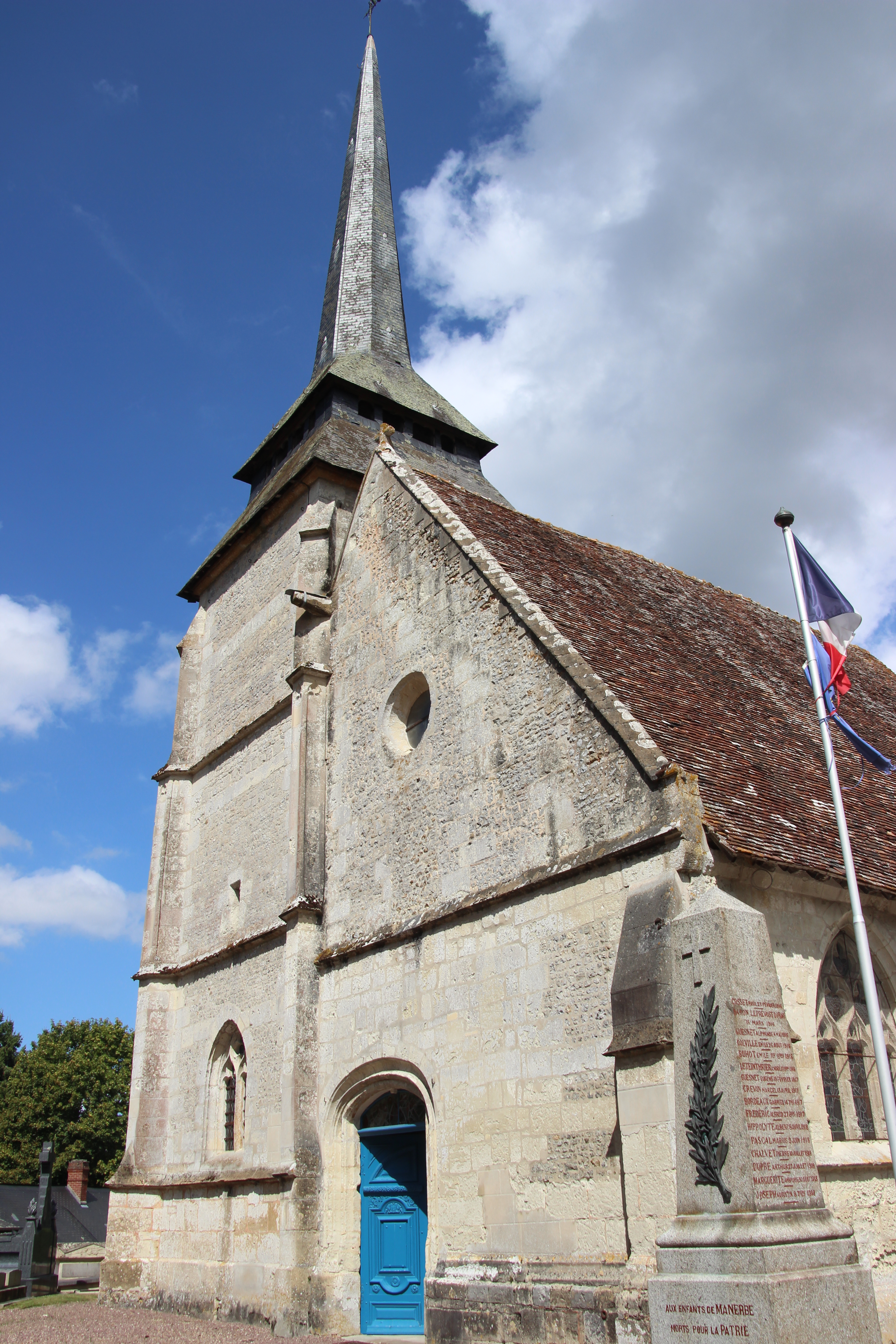
Vue de la façade ouest.
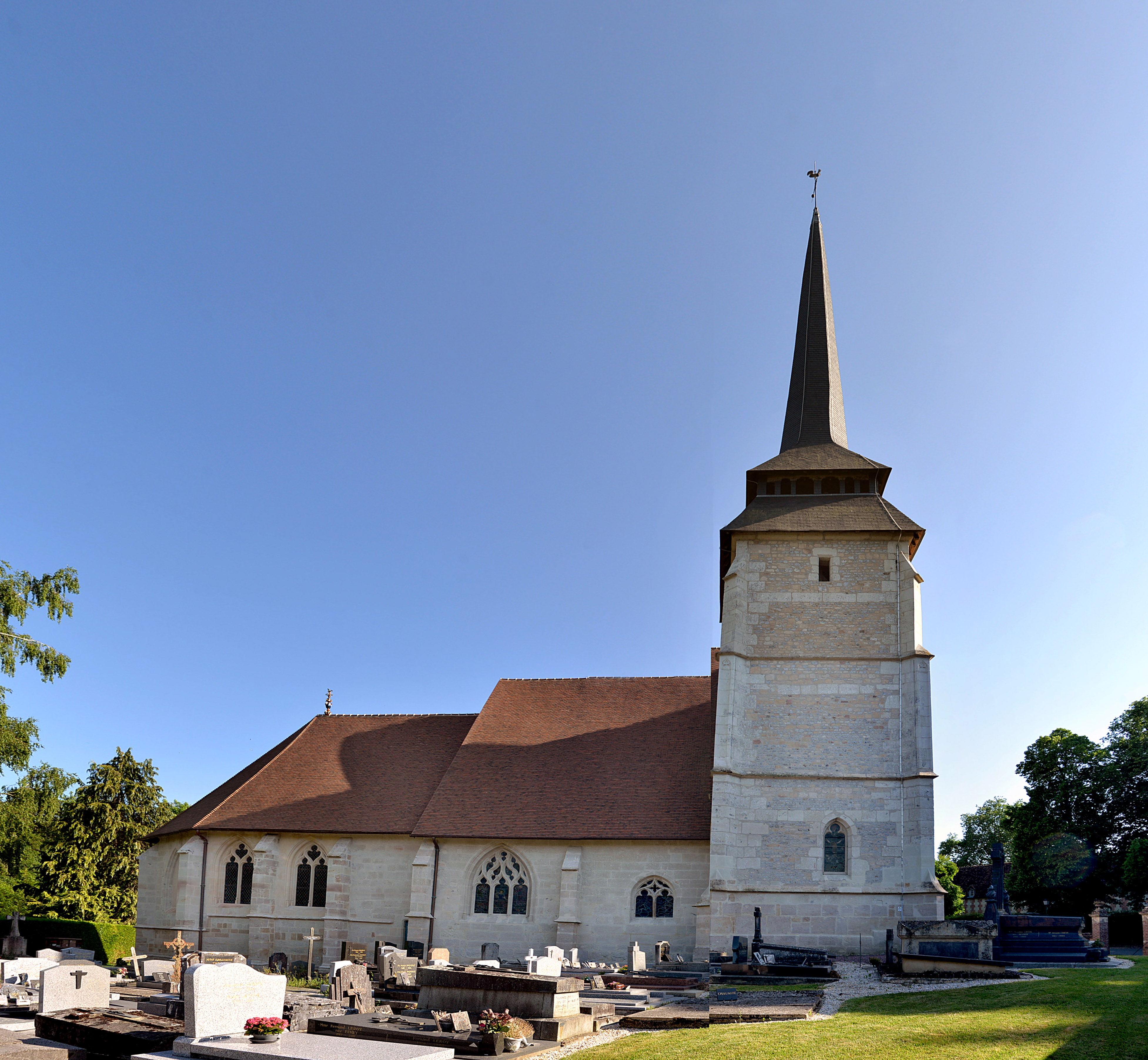
Vue côté nord.
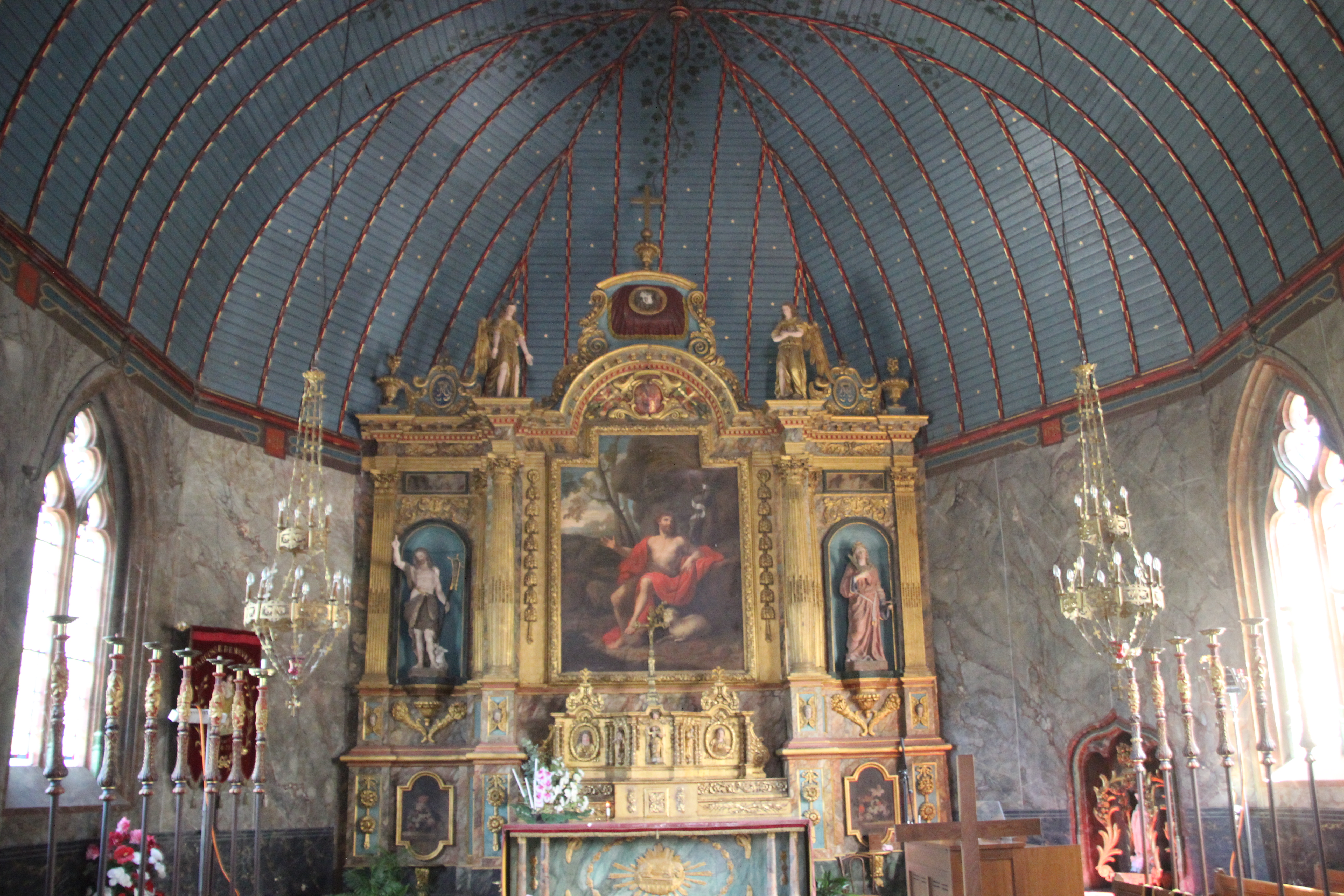
Le retable.
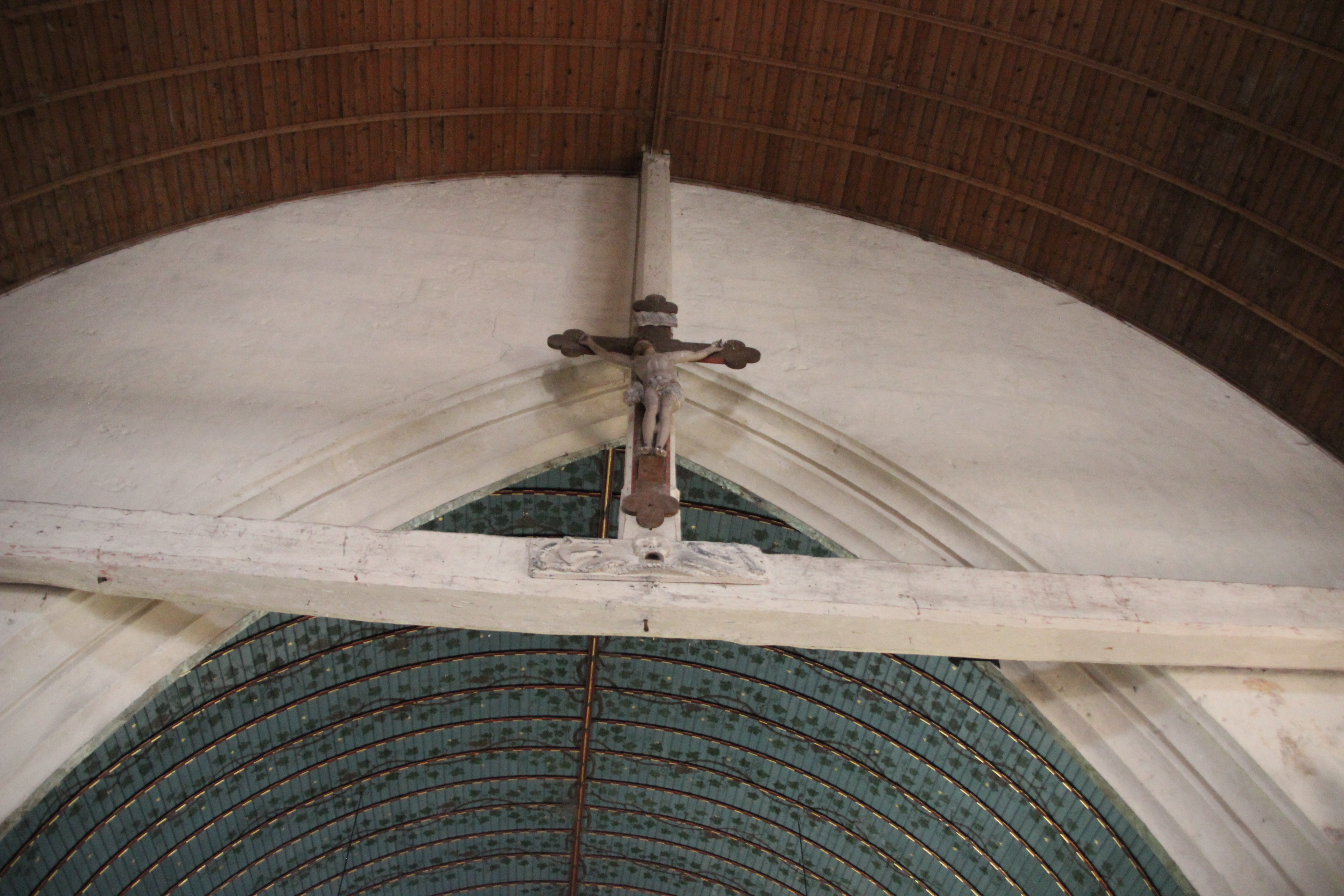
Poutre de gloire.
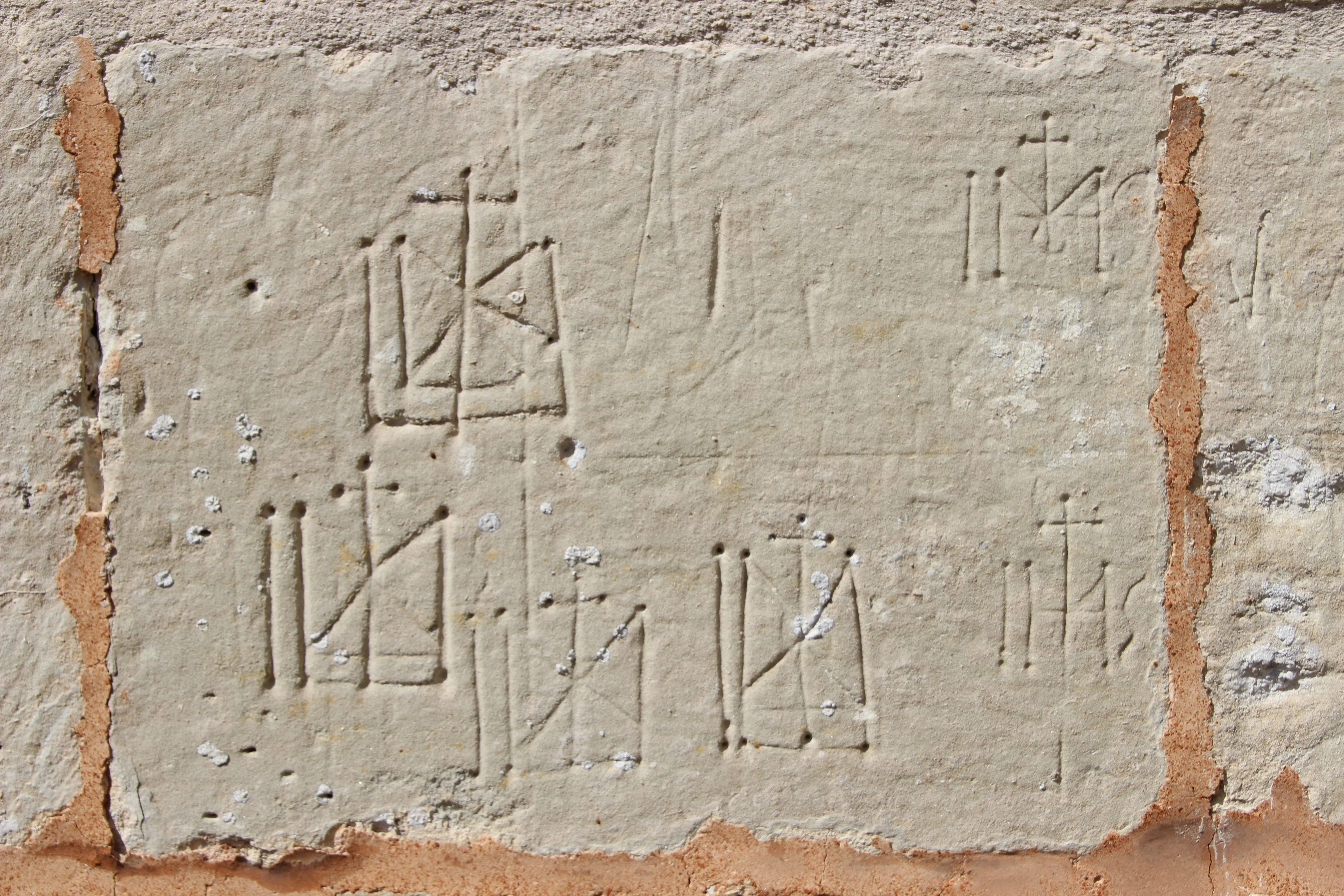
Graffitis.

### Mobilier
L'autel principal en bois polychrome est daté de 1694-1698. Le retable abrite un tableau représentant Saint Jean Baptiste au désert daté de 1684, peint par Claude II de Fontenay (1619-1694). Trois statues sont présentes, saint Jean-Baptiste, le Sauveur, et un saint moine. Le haut du retable porte une représentation de la tête de saint Jean-Baptiste sur un plat. Les armoiries du donateur du maître-autel figurent dans un cartouche au-dessus du tableau. L'antepedium porte des représentations florales datées 1698 d'un artiste ayant fait ses preuves à l'abbaye du Val-Richer. 
L'édifice conservait sur les autels des candélabres provenant de cette dernière abbaye.

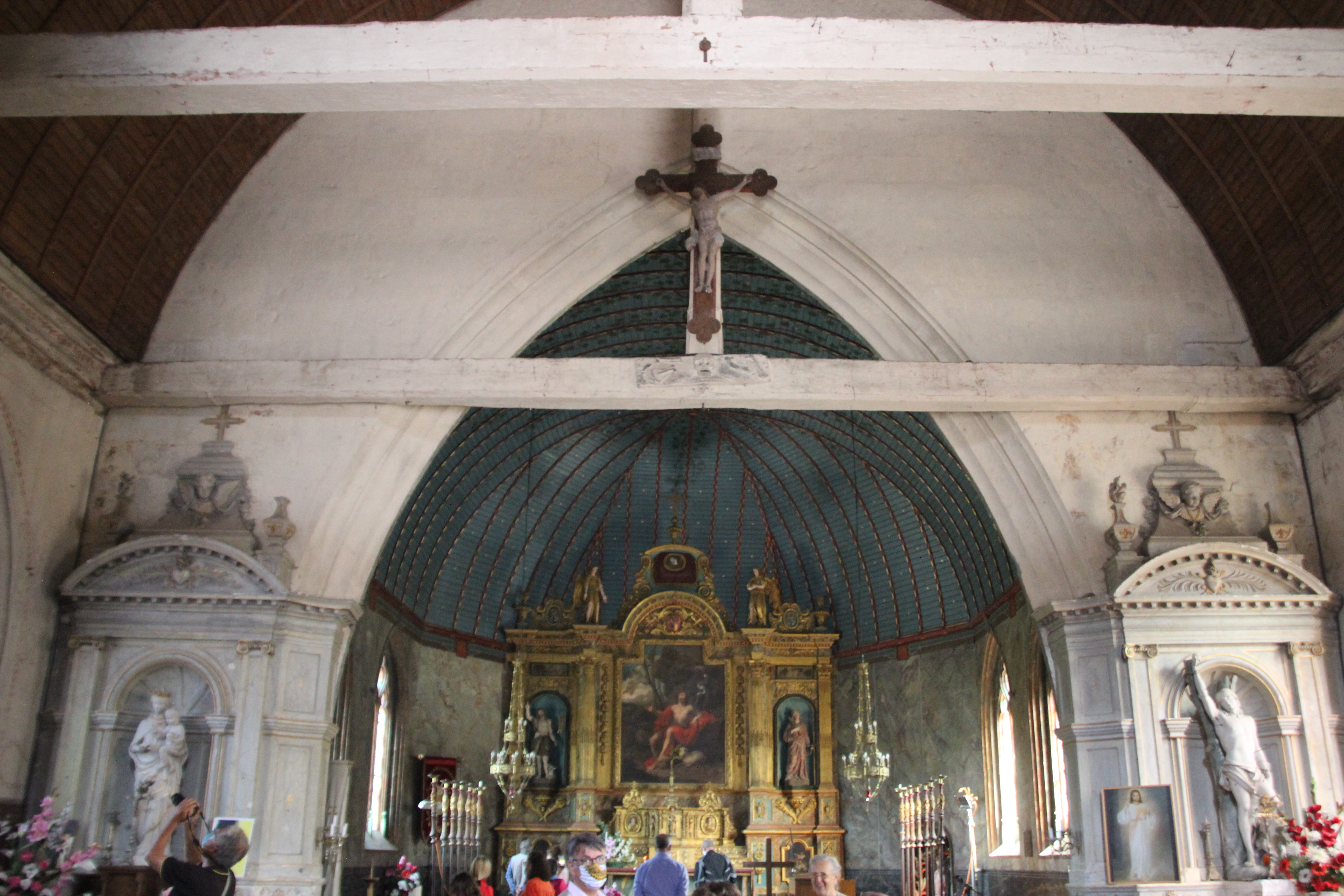
Vue du retable central.
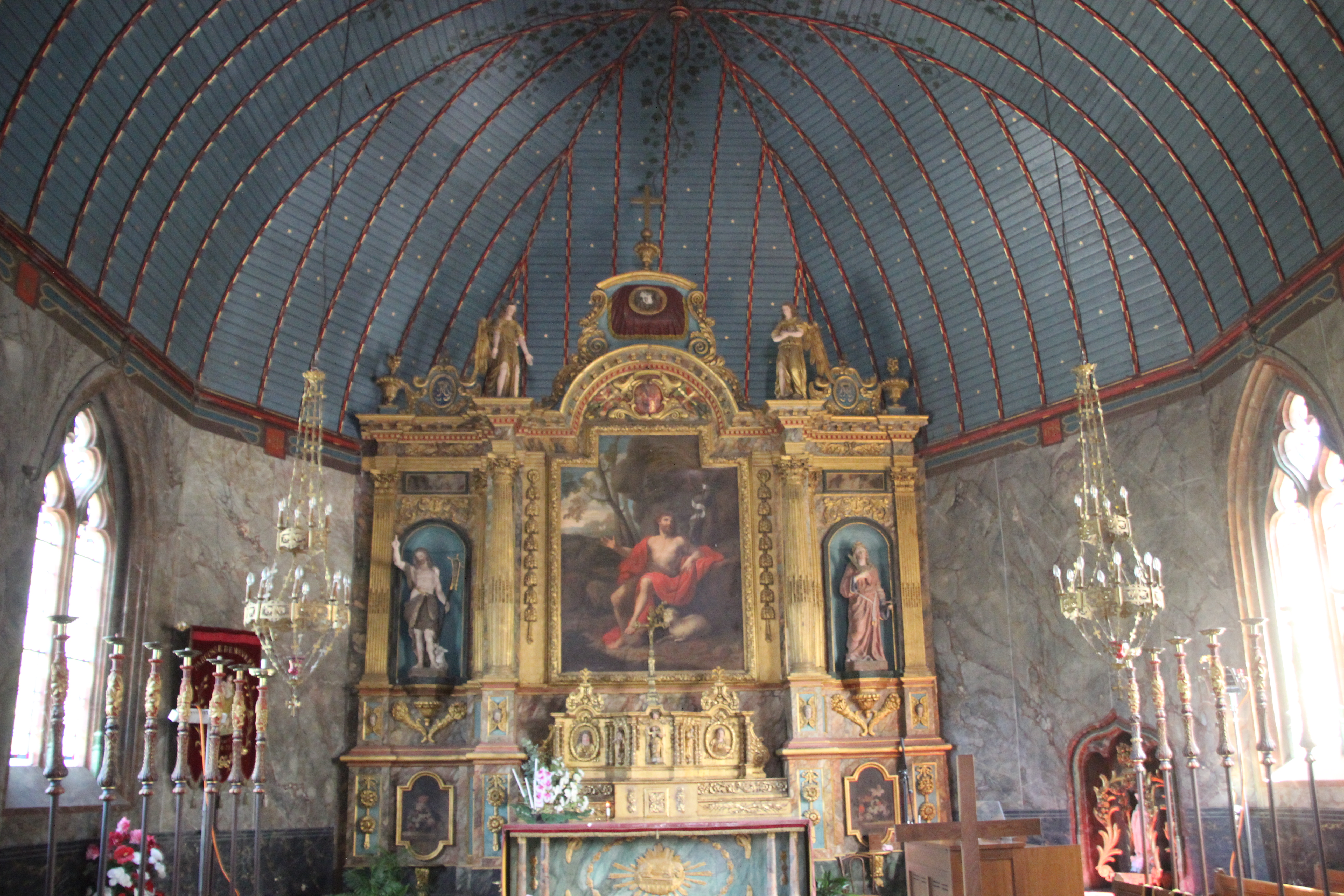
Vue du retable central.

### Vitraux
Arcisse de Caumont note la présence de fragments de vitraux de la Renaissance.

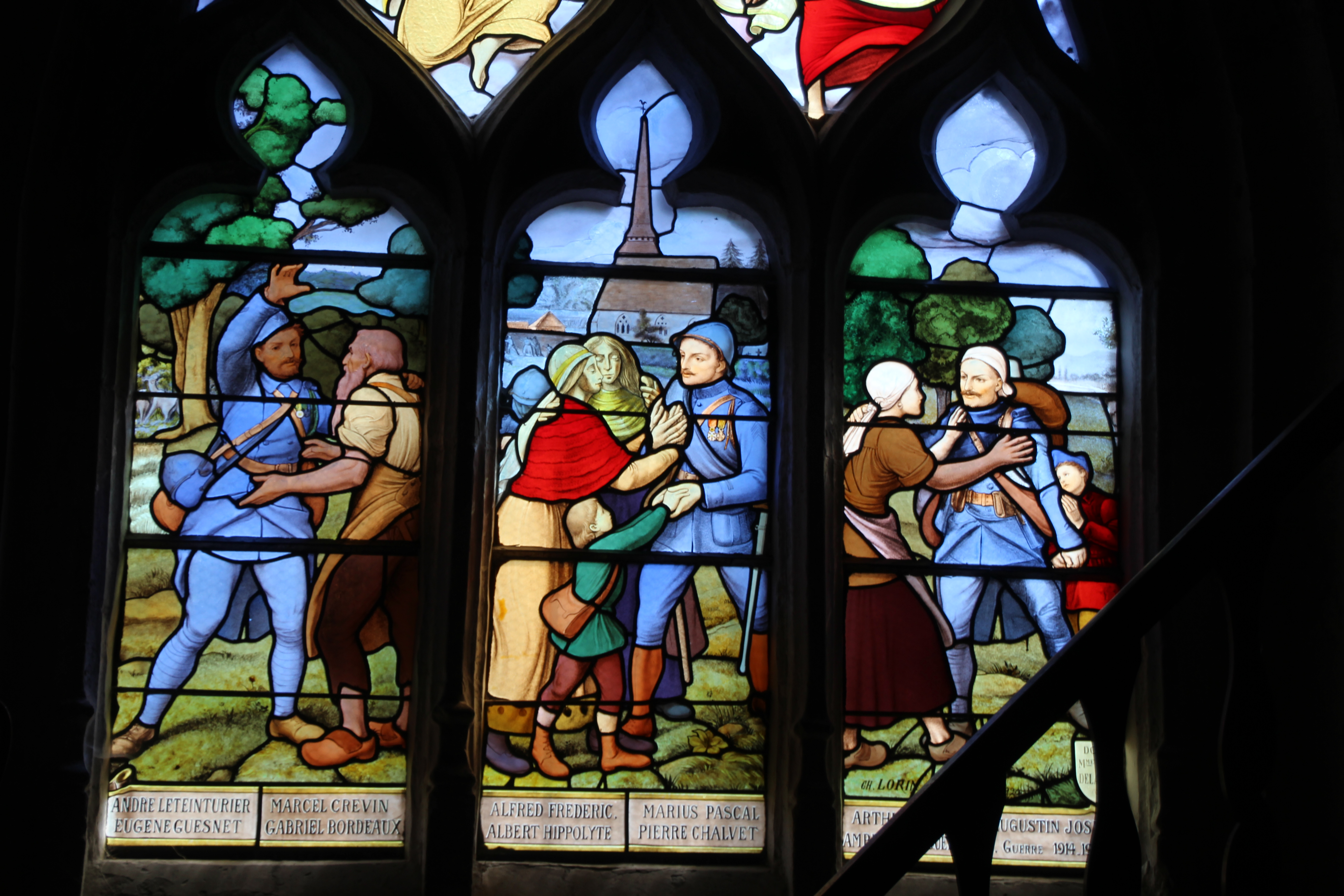
Vitrail.
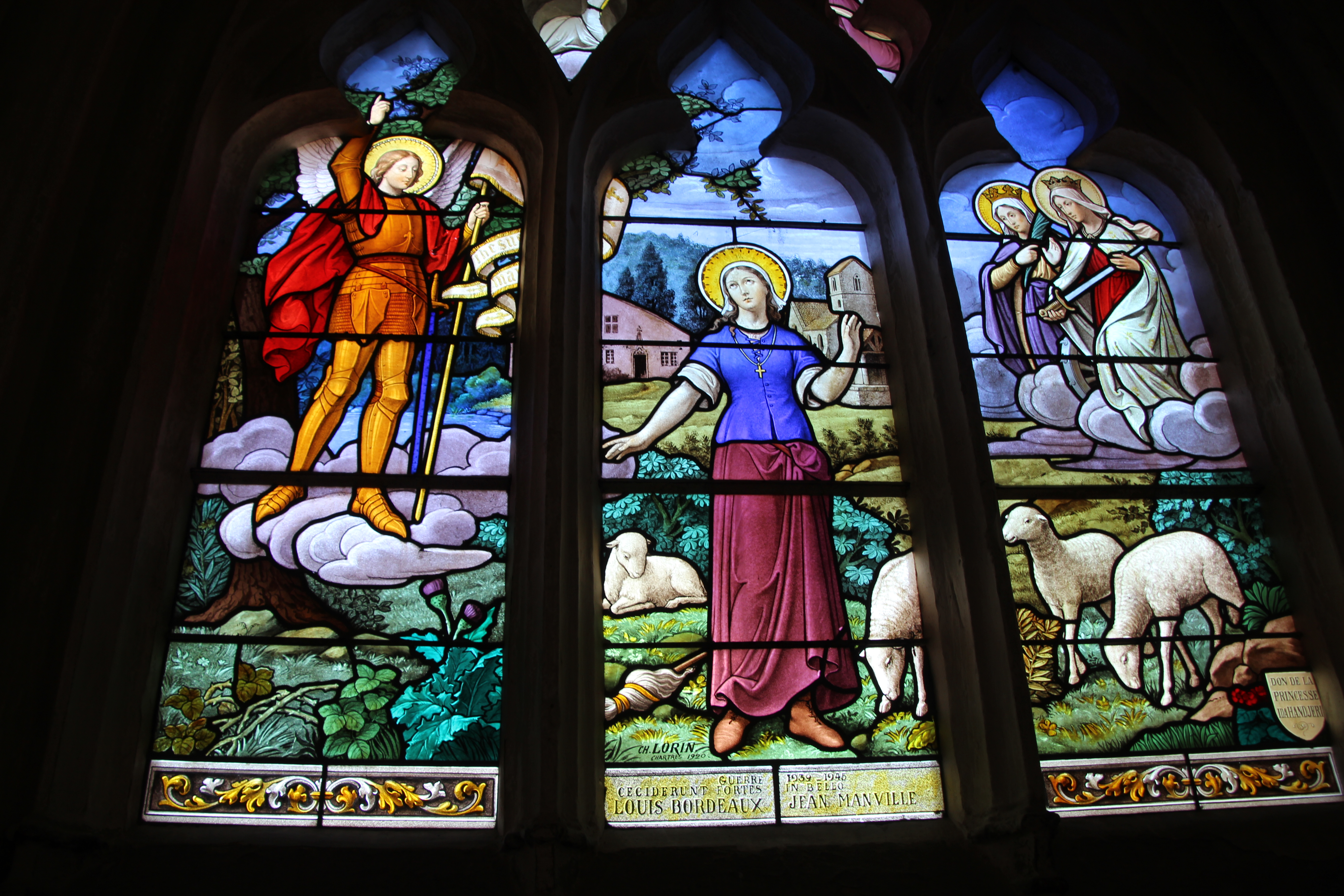
Vitrail.
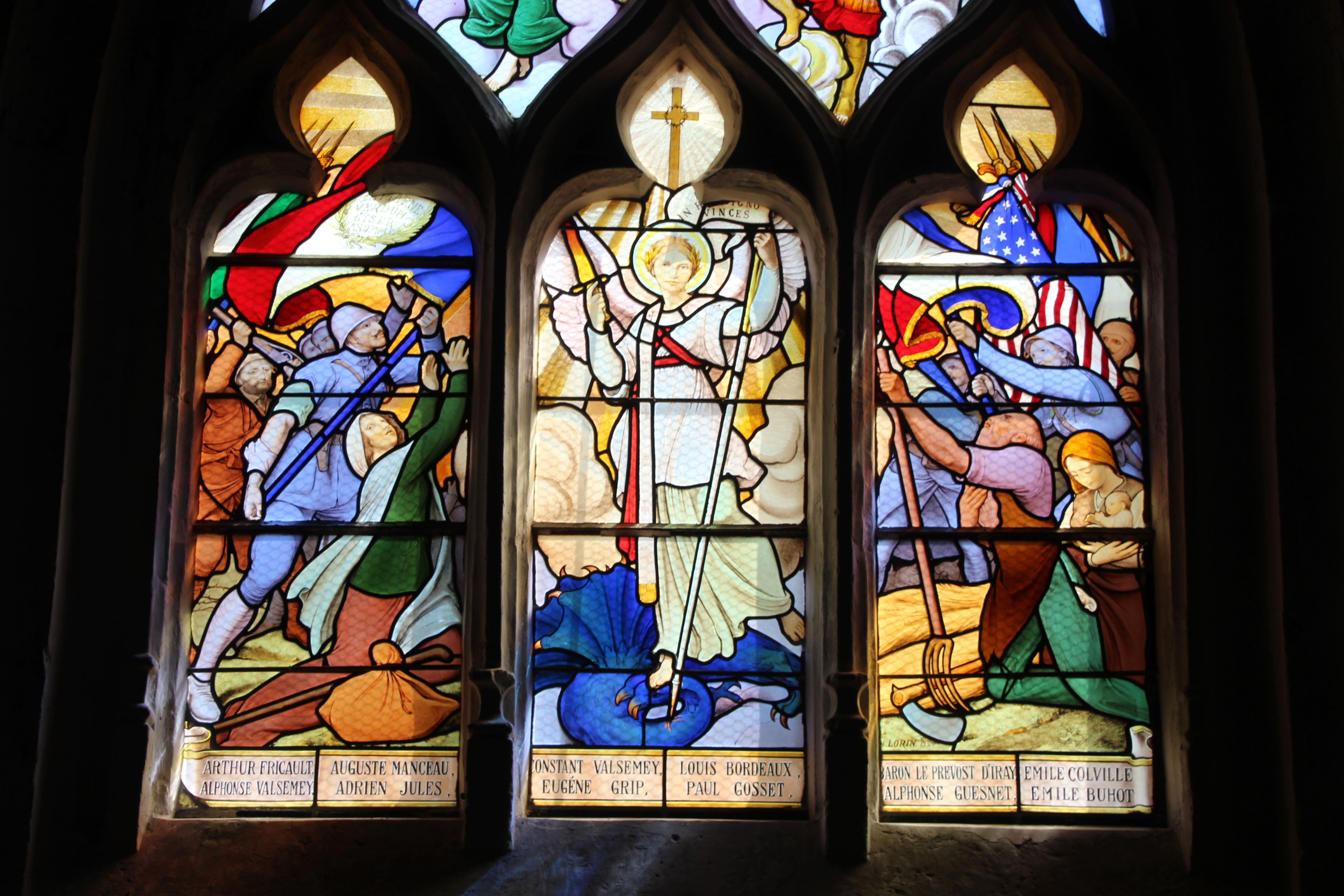
Vitrail.